# لورا ليما
لورا ليما (بالبرتغالية: Laura Lima‏) هي رسامة برازيلية، ولدت في 1971 في غوفيرنادور فالاداريس في البرازيل.